# Comunità montana Marsica 1
La comunità montana Marsica 1 (zona E) era stata istituita con la legge regionale 7 marzo 1977, n. 13 della regione Abruzzo, che ne ha anche approvato lo statuto.
È stata accorpata alla Comunità montana Montagna Marsicana con sede ad Avezzano dopo una riduzione delle comunità montane abruzzesi che sono passate da 19 ad 11 nel 2008.
La Comunità montana Marsica 1, la cui sede era situata nel comune di Avezzano, comprendeva diciassette comuni della provincia dell'Aquila:
- Avezzano
- Cappadocia
- Carsoli
- Castellafiume
- Celano
- Collelongo
- Luco dei Marsi
- Magliano de' Marsi
- Massa d'Albe
- Oricola
- Pereto
- Rocca di Botte
- Sante Marie
- Scurcola Marsicana
- Tagliacozzo
- Trasacco
- Villavallelonga